# Horodeczna
Horodeczna (biał. Гарадзечна; ros. Городечно, hist. również Horodeczno) – agromiasteczko na Białorusi, w rejonie nowogródzkim obwodu grodzieńskiego, około 4 km na północny wschód od Nowogródka. Do 2008 roku siedziba sielsowietu.

## Historia
Rozległe dobra, w skład których wchodziła Horodeczna, księżna Maryna Grabska zapisała w 1496 roku Olbrachtowi Gasztołdowi (1470–1539), późniejszemu wojewodzie nowogródzkiemu, połockiemu, trockiemu i wileńskiemu. Po nim majątek przeszedł na jego syna Stanisława Gasztołda (ok. 1507–1542), później – na wdowę po nim, królową polską Barbarę Radziwiłłównę (~1522–1551), kolejnym jego właścicielem stał się więc drugi mąż Barbary – król Zygmunt August (1520–1572). W XVII i XVIII wieku dobra te były rozdrabniane. W 1771 roku Horodeczna należała do niejakiego Szredzińskiego. W drugiej połowie XIX wieku we wsi były dwa folwarki: jeden, będący dziedzictwem Abramowskich lub Abłamowiczów, o powierzchni 238 mórg, drugi – własność Zygmunta Kiersnowskiego – o powierzchni 717 mórg, z młynem wodnym. Od tego ostatniego majątek w 1909 roku kupiła Janina Szpilewska, która była właścicielką majątku do 1939 roku.
Po III rozbiorze Polski w 1795 roku Horodeczna, wcześniej należąca do województwa nowogródzkiego Rzeczypospolitej, znalazła się na terenie powiatu nowogródzkiego (ujezdu) guberni mińskiej Imperium Rosyjskiego. Po ustabilizowaniu się granicy polsko-radzieckiej w 1921 roku Horodeczna wróciła do Polski, została siedzibą gminy Horodeczna w powiecie nowogródzkim województwa nowogródzkiego, od 1945 roku – w ZSRR, od 1991 roku – na terenie Republiki Białorusi.
W tutejszym majątku w dzieciństwie bywał Adam Mickiewicz.
W 1824 roku Abłamowiczowie wybudowali tu kaplicę katolicką. Kaplica ta istnieje do dziś. W XIX wieku istniała tu również cerkiew prawosławna.
W Horodecznej urodził się w 1917 roku Józef Sażycz, w latach 1982–1997 przewodniczący Rady Białoruskiej Republiki Ludowej, formalnie głowa „państwa białoruskiego” na uchodźstwie.
W 1921 roku wieś liczyła 234 mieszkańców.

## Dawny dwór
W połowie XIX wieku powstał w Horodecznej dwór, który później był zwany dworem Szpilewskich. Był to parterowy, na wysokiej podmurówce z mieszkalnymi suterenami, drewniany, jedenastoosiowy dom zbudowany na planie czworokąta. Od frontu miał ganek, nad którym była facjatka. Dom był przykryty wysokim, gładkim, gontowym czterospadowym dachem.
Dom był otoczony przez ogród ze starymi drzewami i dwoma gazonami, jeden przed frontem, drugi w części ogrodowej. Aleja lipowa prowadziła do rzeczki Horodeczanki.
Dwór w Horodecznej został zburzony w 2003 roku.
Majątek w Horodecznej jest opisany w 2. tomie Dziejów rezydencji na dawnych kresach Rzeczypospolitej Romana Aftanazego.